# Briefmarken-Jahrgang 1952 der Deutschen Bundespost
Der Briefmarken-Jahrgang 1952 der Deutschen Bundespost umfasste 14 Sondermarken. In diesem Jahr wurden keine Dauermarken herausgegeben. Im Oktober 1952 gab die Deutsche Bundespost den dritten Satz der Serie Helfer der Menschheit heraus.

## Liste der Ausgaben und Motive
Legende
- Bild: Eine bearbeitete Abbildung der genannten Marke. Das Verhältnis der Größe der Briefmarken zueinander ist in diesem Artikel annähernd maßstabsgerecht dargestellt. Sollten keine Marken abgebildet sein, liegt es daran, dass das Urheberrecht des Künstlers noch nicht erloschen ist.
- Beschreibung: Eine Kurzbeschreibung des Motivs und/oder des Ausgabegrundes. Bei ausgegebenen Serien oder Blocks werden die zusammengehörigen Beschreibungen mit einer Markierung versehen eingerückt.
- Wert: Der Frankaturwert der einzelnen Marke in Pfennig. Ein „+“ bedeutet, dass es sich um eine Zuschlagsmarke handelt (= Frankaturwert + Spende).
- Ausgabedatum: Das Datum des erstmaligen Verkaufs dieser Briefmarke.
- Gültig bis: Das Datum, an dem die Gültigkeit endete.
- Auflage: Soweit bekannt, wird hier die zum Verkauf angebotene Anzahl dieser Ausgabe angegeben.
- Entwurf: Soweit bekannt, wird hier angegeben, von wem der Entwurf dieser Marke stammt.
- Mi.-Nr.: Diese Briefmarke wird im Michel-Katalog unter der entsprechenden Nummer gelistet.

| Sondermarken | |                  |                       |                   |            |                  |       |
| Bild         | Beschreibung | Werte in Pfennig | Ausgabe- datum (1952) | gültig bis        | Auflage    | Entwurf          | MiNr. |
|              | 500. Geburtstag von Leonardo da Vinci Mona Lisa, Gemälde von Leonardo da Vinci                                                                                     | 5                | 15. April             | 31. Dezember 1953 | 11.726.000 | Hermann Zapf     | 148   |
|              | Tagung des Lutherischen Weltbundes Martin Luther (1483–1546), nach einem Holzschnitt von Lucas Cranach d. Ä.                                                       | 10               | 25. Juli              | 31. Dezember 1953 | 5.000.000  | Hermann Zapf     | 149   |
|              | 75 Jahre Ottomotor Nikolaus Otto (1832–1891), Miterfinder des Viertaktprinzips, nach dem seit 1940 der Ottomotor benannt ist.                                      | 30               | 25. Juli              | 31. Dezember 1953 | 5.000.000  | Leon Schnell     | 150   |
|              | 100 Jahre Germanisches Nationalmuseum Nürnberger Madonna, Zuschlagmarke                                                                                            | 10+5             | 9. August             | 31. Dezember 1953 | 1.500.000  | Alfred Goldammer | 151   |
|              | Rückgabe der Insel Helgoland Ein Hochsee-Fischdampfer vor der Insel Helgoland                                                                                      | 20               | 6. September          | 31. Dezember 1953 | 5.000.000  | Alfred Goldammer | 152   |
|              | Zweiter Bundesjugendplan - Wandernde Jungen, Zuschlagmarke | 10+2             | 17. September         | 30. Juni 1954     | 1.500.000  | Max Bittrof      | 153   |
|              | - Wandernde Mädchen, Zuschlagmarke | 20+3             | 17. September         | 30. Juni 1954     | 1.500.000  | Max Bittrof      | 154   |
|              | 100. Jahrestag der Ankunft von Carl Schurz in Amerika Carl Schurz (1829–1906), Revolutionär der Märzrevolution und später US-amerikanischer General und Staatsmann | 20               | 17. September         | 31. Dezember 1953 | 5.000.000  | Bagel            | 155   |
|              | Helfer der Menschheit - Elizabeth Fry (1780–1845), britische Reformerin des Gefängniswesens, bekannt als „Engel der Gefängnisse“                                   | 4+2              | 1. Oktober            | 31. Dezember 1953 | 2.500.000  | Leon Schnell     | 156   |
|              | - Carl Sonnenschein (1876–1929), katholischer Priester, „Zigeuner der Wohltätigkeit“                                                                               | 10+5             | 1. Oktober            | 31. Dezember 1953 | 3.500.000  | Leon Schnell     | 157   |
|              | - Theodor Fliedner (1800–1864), evangelischer Pfarrer, er gilt als Erneuerer des apostolischen Diakonissenamtes                                                    | 20+10            | 1. Oktober            | 31. Dezember 1953 | 3.000.000  | Jan Piwczyk      | 158   |
|              | - Henry Dunant (1828–1910), Humanist christlicher Prägung, erhielt 1901 den Friedensnobelpreis                                                                     | 30+10            | 1. Oktober            | 31. Dezember 1953 | 1.300.000  | Leon Schnell     | 159   |
|              | 100. Jahrestag der Erstausgabe der Briefmarken von Thurn und Taxis Einachsiges Fuhrwerk, Karriol                                                                   | 10               | 25. Oktober           | 31. Dezember 1953 | 10.000.000 | Bagel            | 160   |
|              | 75 Jahre Telefon in Deutschland Philipp Reis (1834–1874), Physiker und Erfinder                                                                                    | 30               | 27. Oktober           | 31. Dezember 1953 | 5.000.000  | Hermann Zapf     | 161   |